# Colmeias
Colmeias is een plaats (freguesia) in de Portugese gemeente Leiria en telt 3717 inwoners (2001).